# Scherma ai Giochi della XVIII Olimpiade - Spada individuale maschile
La competizione della spada individuale maschile  di scherma ai Giochi della XVIII Olimpiade si tenne nei giorni 18 e 19 ottobre 1964 alla Università di Waseda a Tokyo.

## Programma
| Data            | Round             | Note                                                                                      |
| --------------- | ----------------- | ----------------------------------------------------------------------------------------- |
| 18 ottobre 1964 | 1º turno          | 8 gruppi i primi cinque passano il turno.                                                 |
| 18 ottobre 1964 | 2º turno          | 6 gruppi i primi quattro passano il turno. Dei 24 qualificati i migliori otto al 4º turno |
| 19 ottobre 1964 | 3º turno          | 8 incontri a eliminazione diretta.                                                        |
| 19 ottobre 1964 | 4º turno          | 8 incontri a eliminazione diretta.                                                        |
| 19 ottobre 1964 | 5º turno          | 4 incontri a eliminazione diretta.                                                        |
| 19 ottobre 1964 | Girone finale a 4 |                                                                                           |

## Risultati

### Primo turno
| Pos. | Atleta           | Nazione          | Vittorie | Stoccate | Incontri | Incontri | Incontri | Incontri | Incontri | Incontri | Incontri | Incontri |
| Pos. | Atleta           | Nazione          | Vittorie | Stoccate | LAG      | HAB      | LOS      | POL      | HUM      | CAS      | MAN      | THE      |
| ---- | ---------------- | ---------------- | -------- | -------- | -------- | -------- | -------- | -------- | -------- | -------- | -------- | -------- |
| 1    | Hans Lagerwall   | Svezia           | 6        | 34-16    | X        | 4-5      | 5-3      | 5-3      | 5-2      | 5-0      | 5-1      | 5-2      |
| 2    | Bruno Habārovs   | Unione Sovietica | 6        | 30-22    | 5-4      | X        | 0-5      | 5-3      | 5-2      | 5-4      | 5-1      | 5-3      |
| 3    | Roland Losert    | Austria          | 5        | 32-16    | 3-5      | 5-0      | X        | 5-1      | 4-5      | 5-3      | 5-2      | 5-0      |
| 4    | Claudio Polledri | Svizzera         | 4        | 27-24    | 3-5      | 3-5      | 1-5      | X        | 5-4      | 5-4      | 5-0      | 5-1      |
| 5    | John Humphreys   | Australia        | 4        | 28-27    | 2-5      | 2-5      | 5-4      | 4-5      | X        | 5-4      | 5-2      | 5-2      |
| 6    | Zelmar Casco     | Argentina        | 2        | 25-27    | 0-5      | 4-5      | 3-5      | 4-5      | 4-5      | X        | 5-1      | 5-1      |
| 7    | Kim Man-Sig      | Corea del Sud    | 1        | 12-33    | 1-5      | 1-5      | 2-5      | 0-5      | 2-5      | 1-5      | X        | 5-3      |
| 8    | Ronnie Theseira  | Malaysia         | 0        | 12-35    | 2-5      | 3-5      | 0-5      | 1-5      | 2-5      | 1-5      | 3-5      | X        |

| Pos. | Atleta                 | Nazione          | Vittorie | Stoccate | Incontri | Incontri | Incontri | Incontri | Incontri | Incontri | Incontri | Incontri | Barrage |
| Pos. | Atleta                 | Nazione          | Vittorie | Stoccate | KRI      | GNA      | DRE      | ELS      | OKA      | VAN      | VĂN      | RYA      | Barrage |
| ---- | ---------------------- | ---------------- | -------- | -------- | -------- | -------- | -------- | -------- | -------- | -------- | -------- | -------- | ------- |
| 1    | Grigorij Kriss         | Unione Sovietica | 6        | 35-16    | X        | 5-3      | 5-4      | 5-1      | 5-5      | 5-2      | 5-1      | 5-0      |         |
| 2    | Paul Gnaier            | Germania         | 5        | 30-24    | 3-5      | X        | 2-5      | 5-4      | 5-1      | 5-4      | 5-1      | 5-4      |         |
| 3    | Yves Dreyfus           | Francia          | 4        | 29-23    | 4-5      | 5-2      | X        | 5-1      | 5-4      | 3-5      | 2-5      | 5-1      |         |
| 4    | Hassan El-Said         | Libano           | 4        | 26-24    | 1-5      | 4-5      | 1-5      | X        | 5-4      | 5-2      | 5-1      | 5-2      |         |
| 5    | Heizaburo Okawa        | Giappone         | 3+1      | 29-29    | 5-5      | 1-5      | 4-5      | 4-5      | X        | 5-2      | 5-3      | 5-4      | 5-1     |
| 6    | René Van Den Driessche | Belgio           | 3+0      | 25-24    | 2-5      | 4-5      | 5-3      | 2-5      | 2-5      | X        | 5-0      | 5-1      | 1-5     |
| 7    | Trần Văn Xuan          | Vietnam          | 1        | 12-32    | 1-5      | 1-5      | 5-2      | 1-5      | 3-5      | 0-5      | X        | 1-5      |         |
| 8    | Michael Ryan           | Irlanda          | 1        | 17-31    | 0-5      | 4-5      | 1-5      | 2-5      | 4-5      | 1-5      | 5-1      | X        |         |

| Pos. | Atleta              | Nazione          | Vittorie | Stoccate | Incontri | Incontri | Incontri | Incontri | Incontri | Incontri | Incontri | Incontri | Barrage |
| Pos. | Atleta              | Nazione          | Vittorie | Stoccate | JAC      | NIE      | KOS      | LIN      | BOU      | GEM      | SER      | ZAR      | Barrage |
| ---- | ------------------- | ---------------- | -------- | -------- | -------- | -------- | -------- | -------- | -------- | -------- | -------- | -------- | ------- |
| 1    | Peter Jacobs        | Gran Bretagna    | 6        | 34-20    | X        | 5-4      | 5-3      | 5-2      | 5-3      | 4-5      | 5-0      | 5-3      |         |
| 2    | Henryk Nielaba      | Polonia          | 5        | 31-16    | 4-5      | X        | 5-0      | 2-5      | 5-3      | 5-2      | 5-1      | 5-0      |         |
| 3    | Guram Kostava       | Unione Sovietica | 5        | 28-23    | 3-5      | 0-5      | X        | 5-3      | 5-3      | 5-3      | 5-4      | 5-0      |         |
| 4    | Orvar Lindwall      | Svezia           | 4        | 28-20    | 2-5      | 5-2      | 3-5      | X        | 5-0      | 3-5      | 5-2      | 5-1      |         |
| 5    | John Bouchier-Hayes | Irlanda          | 3+1      | 24-24    | 3-5      | 3-5      | 3-5      | 0-5      | X        | 5-0      | 5-2      | 5-2      | 5-4     |
| 6    | Joseph Gemayel      | Libano           | 3+0      | 24-30    | 5-4      | 2-5      | 3-5      | 5-3      | 0-5      | X        | 4-5      | 5-3      | 4-5     |
| 7    | Francisco Serp      | Argentina        | 2        | 19-30    | 0-5      | 1-5      | 4-5      | 2-5      | 2-5      | 5-4      | X        | 5-1      |         |
| 8    | Bizhan Zarnegar     | Iran             | 0        | 10-35    | 3-5      | 0-5      | 0-5      | 1-5      | 2-5      | 3-5      | 1-5      | X        |         |

| Pos. | Atleta            | Nazione     | Vittorie | Stoccate | Incontri | Incontri | Incontri | Incontri | Incontri | Incontri | Incontri | Incontri |
| Pos. | Atleta            | Nazione     | Vittorie | Stoccate | GON      | SAY      | TRO      | SAC      | HAU      | ANG      | AND      | ZAR      |
| ---- | ----------------- | ----------- | -------- | -------- | -------- | -------- | -------- | -------- | -------- | -------- | -------- | -------- |
| 1    | Bogdan Gonsior    | Polonia     | 6        | 34-23    | X        | 5-3      | 5-5      | 4-5      | 5-4      | 5-2      | 5-2      | 5-2      |
| 2    | Michel Saykali    | Libano      | 5        | 29-23    | 3-5      | X        | 5-4      | 1-5      | 5-4      | 5-3      | 5-2      | 5-0      |
| 3    | Rudolf Trost      | Austria     | 5        | 34-25    | 5-5      | 4-5      | X        | 5-4      | 5-3      | 5-4      | 5-3      | 5-1      |
| 4    | Gianluigi Saccaro | Italia      | 4        | 32-22    | 5-4      | 5-1      | 4-5      | X        | 4-5      | 4-5      | 5-1      | 5-1      |
| 5    | Ştefan Haukler    | Romania     | 4        | 31-25    | 4-5      | 4-5      | 3-5      | 5-4      | X        | 5-2      | 5-0      | 5-4      |
| 6    | Frank Anger       | Stati Uniti | 3        | 26-27    | 2-5      | 3-5      | 4-5      | 5-4      | 2-5      | X        | 5-1      | 5-2      |
| 7    | John Andru        | Canada      | 1        | 14-34    | 2-5      | 2-5      | 3-5      | 1-5      | 0-5      | 1-5      | X        | 5-4      |
| 8    | Bizhan Zarnegar   | Iran        | 0        | 14-35    | 2-5      | 0-5      | 1-5      | 1-5      | 4-5      | 2-5      | 4-5      | X        |

| Pos. | Atleta             | Nazione       | Vittorie | SF | SC | Incontri | Incontri | Incontri | Incontri | Incontri | Incontri | Incontri | Incontri | Incontri |
| Pos. | Atleta             | Nazione       | Vittorie | SF | SC | BOU      | PEL      | BAR      | ABR      | HEC      | MYE      | VER      | TAM      | ALM      |
| ---- | ------------------ | ------------- | -------- | -- | -- | -------- | -------- | -------- | -------- | -------- | -------- | -------- | -------- | -------- |
| 1    | Claude Bourquard   | Francia       | 7        | 39 | 23 | X        | 5-3      | 4-5      | 5-4      | 5-2      | 5-3      | 5-3      | 5-1      | 5-2      |
| 2    | Alberto Pellegrino | Italia        | 6        | 36 | 23 | 3-5      | X        | 5-2      | 5-5      | 4-5      | 5-0      | 5-4      | 4-1      | 5-1      |
| 3    | Walter Bar         | Svizzera      | 6        | 36 | 23 | 5-4      | 2-5      | X        | 4-5      | 5-3      | 5-3      | 5-1      | 5-1      | 5-1      |
| 4    | Göran Abrahamsson  | Svezia        | 5        | 36 | 25 | 4-5      | 5-5      | 5-4      | X        | 2-5      | 5-2      | 5-0      | 5-1      | 5-3      |
| 5    | Dieter Hecke       | Germania      | 5        | 34 | 27 | 2-5      | 5-4      | 3-5      | 5-2      | X        | 4-5      | 5-0      | 5-2      | 5-4      |
| 6    | Han Myeong-Seok    | Corea del Sud | 3        | 27 | 36 | 3-5      | 0-5      | 3-5      | 2-5      | 5-4      | X        | 5-4      | 5-3      | 4-5      |
| 7    | Sergio Vergara     | Cile          | 2        | 22 | 34 | 3-5      | 4-5      | 1-5      | 0-5      | 0-5      | 4-5      | X        | 5-3      | 5-1      |
| 8    | Dibier Tamayo      | Colombia      | 1        | 17 | 37 | 1-5      | 1-4      | 1-5      | 1-5      | 2-5      | 3-5      | 3-5      | X        | 5-3      |
| 9    | Houshmand Almasi   | Iran          | 1        | 20 | 39 | 2-5      | 1-5      | 1-5      | 3-5      | 4-5      | 5-4      | 1-5      | 3-5      | X        |

| Pos. | Atleta           | Nazione       | Vittorie | Stoccate | Incontri | Incontri | Incontri | Incontri | Incontri | Incontri | Incontri | Incontri | Barrage |
| Pos. | Atleta           | Nazione       | Vittorie | Stoccate | ROM      | KUL      | DEL      | JAY      | LEY      | LUN      | FOX      | SAS      | Barrage |
| ---- | ---------------- | ------------- | -------- | -------- | -------- | -------- | -------- | -------- | -------- | -------- | -------- | -------- | ------- |
| 1    | Franz Rompza     | Germania      | 6        | 32-23    | X        | 5-3      | 5-3      | 2-5      | 5-3      | 5-4      | 5-4      | 5-1      |         |
| 2    | Győző Kulcsár    | Ungheria      | 5        | 30-20    | 3-5      | X        | 2-5      | 5-2      | 5-3      | 5-2      | 5-2      | 5-1      |         |
| 3    | Giuseppe Delfino | Italia        | 4        | 32-23    | 3-5      | 5-2      | X        | 5-5      | 5-4      | 4-5      | 5-0      | 5-2      |         |
| 4    | Allan Jay        | Gran Bretagna | 4        | 27-27    | 5-2      | 2-5      | 5-5      | X        | 5-4      | 0-5      | 5-3      | 5-3      |         |
| 5    | Marcus Leyrer    | Austria       | 3+0      | 29-26    | 3-5      | 3-5      | 4-5      | 4-5      | X        | 5-2      | 5-2      | 5-2      | 5-5     |
| 6    | Ivan Lund        | Australia     | 3+0      | 25-26    | 4-5      | 2-5      | 5-4      | 5-0      | 2-5      | X        | 2-5      | 5-2      | 5-5     |
| 7    | Bob Foxcroft     | Canada        | 2        | 21-30    | 4-5      | 2-5      | 0-5      | 3-5      | 2-5      | 5-2      | X        | 5-3      |         |
| 8    | Ernesto Sastre   | Colombia      | 0        | 14-35    | 1-5      | 1-5      | 2-5      | 3-5      | 2-5      | 2-5      | 3-5      | X        |         |

| Pos. | Atleta            | Nazione     | Vittorie | Stoccate | Incontri | Incontri | Incontri | Incontri | Incontri | Incontri | Incontri | Incontri |
| Pos. | Atleta            | Nazione     | Vittorie | Stoccate | TAB      | GUI      | STE      | KAU      | MIC      | HOB      | JIM      | ECH      |
| ---- | ----------------- | ----------- | -------- | -------- | -------- | -------- | -------- | -------- | -------- | -------- | -------- | -------- |
| 1    | Kazuhiko Tabuchi  | Giappone    | 5        | 27-22    | X        | 5-3      | 0-5      | 2-5      | 5-4      | 5-1      | 5-1      | 5-3      |
| 2    | Jacques Guittet   | Francia     | 5        | 30-24    | 3-5      | X        | 5-4      | 5-2      | 2-5      | 5-3      | 5-4      | 5-1      |
| 3    | Michel Steininger | Svizzera    | 4        | 31-21    | 5-0      | 4-5      | X        | 5-4      | 5-1      | 5-1      | 3-5      | 4-5      |
| 4    | István Kausz      | Ungheria    | 4        | 28-24    | 5-2      | 2-5      | 4-5      | X        | 5-3      | 2-5      | 5-1      | 5-3      |
| 5    | David Micahnik    | Stati Uniti | 4        | 28-27    | 4-5      | 5-2      | 1-5      | 3-5      | X        | 5-3      | 5-3      | 5-4      |
| 6    | Russell Hobby     | Australia   | 3        | 23-31    | 1-5      | 3-5      | 1-5      | 5-2      | 3-5      | X        | 5-5      | 5-4      |
| 7    | Sergio Jiménez    | Cile        | 2        | 24-32    | 1-5      | 4-5      | 5-3      | 1-5      | 3-5      | 5-5      | X        | 5-4      |
| 8    | Emilio Echeverry  | Colombia    | 1        | 24-34    | 3-5      | 1-5      | 5-4      | 3-5      | 4-5      | 4-5      | 4-5      | X        |

| Pos. | Atleta          | Nazione       | Vittorie | Stoccate | Incontri | Incontri | Incontri | Incontri | Incontri | Incontri | Incontri | Incontri |
| Pos. | Atleta          | Nazione       | Vittorie | Stoccate | HOS      | NEM      | PES      | DUH      | GLO      | ARA      | GLO      | TAB      |
| ---- | --------------- | ------------- | -------- | -------- | -------- | -------- | -------- | -------- | -------- | -------- | -------- | -------- |
| 1    | Bill Hoskyns    | Gran Bretagna | 6        | 31-10    | X        | 5-3      | 5-0      | 5-0      | 5-2      | 1-5      | 5-0      | 5-0      |
| 2    | Zoltán Nemere   | Ungheria      | 6        | 33-16    | 3-5      | X        | 5-3      | 5-2      | 5-2      | 5-3      | 5-0      | 5-1      |
| 3    | Paul Pesthy     | Stati Uniti   | 4        | 26-22    | 0-5      | 3-5      | X        | 5-2      | 3-5      | 5-3      | 5-2      | 5-0      |
| 4    | Sin Du-Ho       | Corea del Sud | 4        | 24-26    | 0-5      | 2-5      | 2-5      | X        | 5-3      | 5-3      | 5-2      | 5-3      |
| 5    | Wiesław Glos    | Polonia       | 4        | 27-28    | 2-5      | 2-5      | 5-3      | 3-5      | X        | 5-4      | 5-3      | 5-3      |
| 6    | Toshiaki Araki  | Giappone      | 3        | 28-26    | 5-1      | 3-5      | 3-5      | 3-5      | 4-5      | X        | 5-1      | 5-4      |
| 7    | Aquiles Gloffka | Cile          | 1        | 13-34    | 0-5      | 0-5      | 2-5      | 2-5      | 3-5      | 1-5      | X        | 5-4      |
| 8    | Jesús Taboada   | Argentina     | 0        | 15-35    | 0-5      | 1-5      | 0-5      | 3-5      | 3-5      | 4-5      | 4-5      | X        |

### Secondo turno
| Pos. | Atleta              | Nazione  | Vittorie | Stoccate | Incontri | Incontri | Incontri | Incontri | Incontri | Incontri | Incontri |
| Pos. | Atleta              | Nazione  | Vittorie | Stoccate | KUL      | LAG      | EL-      | DEL      | GLO      | BOU      | TAB      |
| ---- | ------------------- | -------- | -------- | -------- | -------- | -------- | -------- | -------- | -------- | -------- | -------- |
| 1    | Győző Kulcsár       | Ungheria | 5        | 27-17    | X        | 2-5      | 5-1      | 5-3      | 5-4      | 5-3      | 5-1      |
| 2    | Hans Lagerwall      | Svezia   | 4        | 28-15    | 5-2      | X        | 5-0      | 5-5      | 3-5      | 5-1      | 5-2      |
| 3    | Hassan El-Said      | Libano   | 3        | 20-22    | 1-5      | 0-5      | X        | 4-5      | 5-1      | 5-2      | 5-4      |
| 4    | Giuseppe Delfino    | Italia   | 3        | 28-25    | 3-5      | 5-5      | 5-4      | X        | 5-5      | 5-2      | 5-4      |
| 5    | Wiesław Glos        | Polonia  | 2        | 24-23    | 4-5      | 5-3      | 1-5      | 5-5      | X        | 5-0      | 4-5      |
| 6    | John Bouchier-Hayes | Irlanda  | 1        | 13-27    | 3-5      | 1-5      | 2-5      | 2-5      | 0-5      | X        | 5-2      |
| 7    | Kazuhiko Tabuchi    | Giappone | 1        | 18-29    | 1-5      | 2-5      | 4-5      | 4-5      | 5-4      | 2-5      | X        |

| Pos. | Atleta             | Nazione          | Vittorie | Stoccate | Incontri | Incontri | Incontri | Incontri | Incontri | Incontri | Incontri | Barrage |
| Pos. | Atleta             | Nazione          | Vittorie | Stoccate | KRI      | HOS      | PEL      | ABR      | MIC      | KAU      | DRE      | Barrage |
| ---- | ------------------ | ---------------- | -------- | -------- | -------- | -------- | -------- | -------- | -------- | -------- | -------- | ------- |
| 1    | Grigorij Kriss     | Unione Sovietica | 4        | 27-19    | X        | 5-2      | 5-5      | 5-3      | 2-5      | 5-4      | 5-0      |         |
| 2    | Bill Hoskyns       | Gran Bretagna    | 4        | 25-23    | 2-5      | X        | 5-2      | 5-3      | 5-3      | 3-5      | 5-5      |         |
| 3    | Alberto Pellegrino | Italia           | 4        | 26-26    | 5-5      | 2-5      | X        | 5-3      | 4-5      | 5-4      | 5-4      |         |
| 4    | Göran Abrahamsson  | Svezia           | 3+1      | 24-26    | 3-5      | 3-5      | 3-5      | X        | 5-5      | 5-3      | 5-3      | 5-4     |
| 5    | David Micahnik     | Stati Uniti      | 3+0      | 25-25    | 5-2      | 3-5      | 5-4      | 5-5      | X        | 5-4      | 2-5      | 4-5     |
| 6    | István Kausz       | Ungheria         | 2        | 25-26    | 4-5      | 5-3      | 4-5      | 3-5      | 4-5      | X        | 5-3      |         |
| 7    | Yves Dreyfus       | Francia          | 1        | 20-27    | 0-5      | 5-5      | 4-5      | 3-5      | 5-2      | 3-5      | X        |         |

| Pos. | Atleta            | Nazione       | Vittorie | Stoccate | Incontri | Incontri | Incontri | Incontri | Incontri | Incontri | Incontri |
| Pos. | Atleta            | Nazione       | Vittorie | Stoccate | SAC      | GUI      | STE      | GNA      | LEY      | JAC      | DUH      |
| ---- | ----------------- | ------------- | -------- | -------- | -------- | -------- | -------- | -------- | -------- | -------- | -------- |
| 1    | Gianluigi Saccaro | Italia        | 5        | 27-17    | X        | 5-4      | 2-5      | 5-2      | 5-1      | 5-2      | 5-3      |
| 2    | Jacques Guittet   | Francia       | 4        | 27-18    | 4-5      | X        | 5-3      | 5-1      | 3-5      | 5-4      | 5-0      |
| 3    | Michel Steininger | Svizzera      | 4        | 27-19    | 5-2      | 3-5      | X        | 4-5      | 5-3      | 5-2      | 5-2      |
| 4    | Paul Gnaier       | Germania      | 3        | 23-20    | 2-5      | 1-5      | 5-4      | X        | 5-5      | 5-1      | 5-0      |
| 5    | Marcus Leyrer     | Austria       | 2        | 21-23    | 1-5      | 5-3      | 3-5      | 5-5      | X        | 2-5      | 5-0      |
| 6    | Peter Jacobs      | Gran Bretagna | 1        | 17-27    | 2-5      | 4-5      | 2-5      | 1-5      | 5-2      | X        | 3-5      |
| 7    | Sin Du-Ho         | Corea del Sud | 1        | 10-28    | 3-5      | 0-5      | 2-5      | 0-5      | 0-5      | 5-3      | X        |

| Pos. | Atleta           | Nazione          | Vittorie | Stoccate | Incontri | Incontri | Incontri | Incontri | Incontri | Incontri | Incontri |
| Pos. | Atleta           | Nazione          | Vittorie | Stoccate | GON      | TRO      | NEM      | HEC      | HAB      | OKA      | POL      |
| ---- | ---------------- | ---------------- | -------- | -------- | -------- | -------- | -------- | -------- | -------- | -------- | -------- |
| 1    | Bogdan Gonsior   | Polonia          | 4        | 25-20    | X        | 3-5      | 2-5      | 5-3      | 5-1      | 5-3      | 5-3      |
| 2    | Rudolf Trost     | Austria          | 4        | 27-21    | 5-3      | X        | 5-4      | 4-5      | 5-2      | 3-5      | 5-2      |
| 3    | Zoltán Nemere    | Ungheria         | 4        | 27-23    | 5-2      | 4-5      | X        | 5-4      | 5-3      | 5-4      | 3-5      |
| 4    | Dieter Hecke     | Germania         | 3        | 26-26    | 3-5      | 5-4      | 4-5      | X        | 5-3      | 5-4      | 4-5      |
| 5    | Bruno Habārovs   | Unione Sovietica | 2        | 19-24    | 1-5      | 2-5      | 3-5      | 3-5      | X        | 5-0      | 5-4      |
| 6    | Heizaburo Okawa  | Giappone         | 2        | 21-25    | 3-5      | 5-3      | 4-5      | 4-5      | 0-5      | X        | 5-2      |
| 7    | Claudio Polledri | Svizzera         | 2        | 21-27    | 3-5      | 2-5      | 5-3      | 5-4      | 4-5      | 2-5      | X        |

| Pos. | Atleta           | Nazione          | Vittorie | Stoccate | Incontri | Incontri | Incontri | Incontri | Incontri | Incontri |
| Pos. | Atleta           | Nazione          | Vittorie | Stoccate | LOS      | BOU      | KOS      | LIN      | HAU      | SAY      |
| ---- | ---------------- | ---------------- | -------- | -------- | -------- | -------- | -------- | -------- | -------- | -------- |
| 1    | Roland Losert    | Austria          | 5        | 25-11    | X        | 5-4      | 5-2      | 5-2      | 5-1      | 5-2      |
| 2    | Claude Bourquard | Francia          | 3        | 24-14    | 4-5      | X        | 5-2      | 5-1      | 5-5      | 5-1      |
| 3    | Guram Kostava    | Unione Sovietica | 3        | 19-18    | 2-5      | 2-5      | X        | 5-2      | 5-2      | 5-4      |
| 4    | Orvar Lindwall   | Svezia           | 2        | 15-19    | 2-5      | 1-5      | 2-5      | X        | 5-4      | 5-0      |
| 5    | Ştefan Haukler   | Romania          | 0        | 17-25    | 1-5      | 5-5      | 2-5      | 4-5      | X        | 5-5      |
| 6    | Michel Saykali   | Libano           | 0        | 12-25    | 2-5      | 1-5      | 4-5      | 0-5      | 5-5      | X        |

| Pos. | Atleta         | Nazione       | Vittorie | Stoccate | Incontri | Incontri | Incontri | Incontri | Incontri | Incontri | Barrage | Barrage | Barrage |
| Pos. | Atleta         | Nazione       | Vittorie | Stoccate | NIE      | ROM      | BAR      | HUM      | JAY      | PES      | BAR     | HUM     | JAY     |
| ---- | -------------- | ------------- | -------- | -------- | -------- | -------- | -------- | -------- | -------- | -------- | ------- | ------- | ------- |
| 1    | Henryk Nielaba | Polonia       | 4        | 23-11    | X        | 5-1      | 5-2      | 5-2      | 5-1      | 3-5      |         |         |         |
| 2    | Franz Rompza   | Germania      | 4        | 21-13    | 1-5      | X        | 5-3      | 5-1      | 5-2      | 5-2      |         |         |         |
| 3    | Walter Bar     | Svizzera      | 2+1      | 19-23    | 2-5      | 3-5      | X        | 5-4      | 4-5      | 5-4      | X       | ND      | 5-2     |
| 4    | John Humphreys | Australia     | 2+1      | 17-21    | 2-5      | 1-5      | 4-5      | X        | 5-2      | 5-4      | ND      | X       | 5-3     |
| 5    | Allan Jay      | Gran Bretagna | 2+0      | 15-21    | 1-5      | 2-5      | 5-4      | 2-5      | X        | 5-2      | 2-5     | 3-5     | X       |
| 6    | Paul Pesthy    | Stati Uniti   | 1        | 17-23    | 5-3      | 2-5      | 4-5      | 4-5      | 2-5      | X        |         |         |         |

### Terzo turno
| Vincente          | Vincente         | Risultato | Sconfitto          | Sconfitto |
| Atleta            | Nazione          | Risultato | Atleta             | Nazione   |
| ----------------- | ---------------- | --------- | ------------------ | --------- |
| Jacques Guittet   | Francia          | 10 - 9    | Walter Bar         | Svizzera  |
| Dieter Hecke      | Germania         | 10 - 9    | Alberto Pellegrino | Italia    |
| Henryk Nielaba    | Polonia          | 10 - 5    | John Humphreys     | Australia |
| Zoltán Nemere     | Ungheria         | 10 - 8    | Giuseppe Delfino   | Italia    |
| Guram Kostava     | Unione Sovietica | 10 - 5    | Michel Steininger  | Svizzera  |
| Gianluigi Saccaro | Italia           | 10 - 4    | Paul Gnaier        | Germania  |
| Orvar Lindwall    | Svezia           | 10 - 3    | Hassan El-Said     | Libano    |
| Göran Abrahamsson | Svezia           | 10 - 9    | Rudolf Trost       | Austria   |

### Quarto turno
| Vincente          | Vincente         | Risultato | Sconfitto         | Sconfitto |
| Atleta            | Nazione          | Risultato | Atleta            | Nazione   |
| ----------------- | ---------------- | --------- | ----------------- | --------- |
| Bill Hoskyns      | Gran Bretagna    | 10 - 7    | Zoltán Nemere     | Ungheria  |
| Orvar Lindwall    | Svezia           | 10 - 6    | Győző Kulcsár     | Ungheria  |
| Gianluigi Saccaro | Italia           | 10 - 4    | Hans Lagerwall    | Svezia    |
| Guram Kostava     | Unione Sovietica | 10 - 9    | Roland Losert     | Austria   |
| Bogdan Gonsior    | Polonia          | 10 - 5    | Dieter Hecke      | Germania  |
| Grigorij Kriss    | Unione Sovietica | 10 - 9    | Göran Abrahamsson | Svezia    |
| Claude Bourquard  | Francia          | 10 - 7    | Henryk Nielaba    | Polonia   |
| Franz Rompza      | Germania         | 10 - 10   | Jacques Guittet   | Francia   |

### Quinto turno
| Vincente          | Vincente         | Risultato | Sconfitto        | Sconfitto |
| Atleta            | Nazione          | Risultato | Atleta           | Nazione   |
| ----------------- | ---------------- | --------- | ---------------- | --------- |
| Grigorij Kriss    | Unione Sovietica | 10 - 3    | Bogdan Gonsior   | Polonia   |
| Bill Hoskyns      | Gran Bretagna    | 10 - 5    | Franz Rompza     | Germania  |
| Guram Kostava     | Unione Sovietica | 10 - 3    | Orvar Lindwall   | Svezia    |
| Gianluigi Saccaro | Italia           | 10 - 8    | Claude Bourquard | Francia   |

### Torneo 5º posto
| Vincente         | Vincente | Risultato | Sconfitto        | Sconfitto |
| Atleta           | Nazione  | Risultato | Atleta           | Nazione   |
| ---------------- | -------- | --------- | ---------------- | --------- |
| Bogdan Gonsior   | Polonia  | 10 - 7    | Orvar Lindwall   | Svezia    |
| Claude Bourquard | Francia  | 10 - 8    | Franz Rompza     | Germania  |
| Bogdan Gonsior   | Polonia  | 10 - 3    | Claude Bourquard | Francia   |

### Girone finale
| Pos.    | Atleta            | Nazione          | Vittorie | Stoccate | Incontri | Incontri | Incontri | Incontri | Barrage |
| Pos.    | Atleta            | Nazione          | Vittorie | Stoccate | KRI      | HOS      | KOS      | SAC      | Barrage |
| ------- | ----------------- | ---------------- | -------- | -------- | -------- | -------- | -------- | -------- | ------- |
| Oro     | Grigorij Kriss    | Unione Sovietica | 2+1      | 12-11    | X        | 5-5      | 2-5      | 5-1      | 5-2     |
| Argento | Bill Hoskyns      | Gran Bretagna    | 2+0      | 15-12    | 5-5      | X        | 5-3      | 5-4      | 2-5     |
| Bronzo  | Guram Kostava     | Unione Sovietica | 1+1      | 12-12    | 5-2      | 3-5      | X        | 4-5      | 5-0     |
| 4       | Gianluigi Saccaro | Italia           | 1+0      | 10-14    | 1-5      | 4-5      | 5-4      | X        | 0-5     |